# 미코얀-구레비치 MiG-1
미코얀-구레비치 MiG-1은 제 2차 세계대전에서 고고도 전투기의 필요에 따라 1939년 제작된 소련공군의 전투기로 아르템 미코얀, 미하일 그레빗치 두 사람이 설계한 기체다.
미그라는 이름은 이 두사람의 이름을 딴 것을 의미한다.

## 디자인 및 개발
Mig-1의 모델이 된 기체는 폴리칼포프 설계국에서 개발한 I-200이었는데 이를 참고로 하여
1940년 4월 5일에 첫 선을 보인 후 8월에 정식으로 채용되었다. 그러나 Mig-1은 100기 정도만 생산된 후
12월에 생산이 종료되어 후속기종으로 개량형인 MiG-3로 기종이 전환되었다.
생산이 빨리 종료된 이유는 MiG-1은 다른 소련기체들에 비해 성능은 좋았지만
안정성이 나빠서 기체강도가 약했으며 속도가 갑자기 떨어지고 항속거리가 짧은 점 등이
결점으로 지적되었기 때문이었다.

## 운용 역사
1940년 12월 3일에 소련군은 크림반도 카차시에 위치한 제41비행연대에 (istrebitel'nyy aviatsionnyy polk) I-200의 시험 운용을 시행할 것을 명령했다. 시험 운용이 끝나고 I-200은 같은 크림반도의 옙파토리아에 위치한 제41비행연대에 파일럿 훈련을 위해 이송되었다. 1941년 2월 22일에는 89대가 1939년-1940년부터 소련에게 점령된  리투아니아 카우나스의 제89비행연대와 폴란드 비알리스토크의 제41비행연대에 배치되었다. 1941년 6월 1일에는 더욱 분산 배치되어 발틱 군관구에 31대, 서부 특별 군관구에 37대, 키예프 군관구에 1대, 오데사 군관구에 8대까지 총 77대가 존재했으며 그중 55대만이 운용 가능했다. 추가적으로 8대의 MiG-1이 소련 해군에 배치되었으나 4명의 조종사만이 MiG-1이나 MiG-3를 운용할 수 있었다.
MiG-1의 전투 능력은 대부분의 기체가 바르바로사 작전 극초반에 파괴되어 알려져 있지 않으나 최소 한대가 1944년 폐기되었을 때까지 소련군에 존재했다.

## 제원
- 전장: 8.16m
- 전폭: 10.20m
- 높이: 3.30m
- 중량: 2,410kg
- 엔진 미클린: AM-35 V-12 수냉식 12기통
- 출력: 1,350hp
- 최대속력: 640km/h
- 항속거리: 730km
- 상승고도: 12,000m
- 무장: 12.7mm BS 기관총 1정, 7.62mm ShKAS 기관총 2정
- 승무원: 1명

## 같이 보기
- 미코얀-구레비치 MiG-3
- 하인켈 He 100
- 야코블레프 Yak-1

1. ↑  Bergström, p. 12
2. ↑  Gordon (2008), p. 98